# NGC 2009
NGC 2009 ist ein offener Sternhaufen in der Großen Magellanschen Wolke im Sternbild Dorado. Der Sternhaufen wurde am 3. November 1834 von dem Astronomen John Herschel entdeckt. Die Entdeckung wurde später im New General Catalogue verzeichnet.